# 3 november
3 november är den 307:e dagen på året i den gregorianska kalendern (308:e under skottår). Det återstår 58 dagar av året.

## Återkommande bemärkelsedagar

### Nationaldagar
- Dominicas nationaldag
- Panamas nationaldag

## Namnsdagar

### I den svenska almanackan
- Nuvarande – Hubert och Hugo
- Föregående i bokstavsordning
  - Diana – Namnet infördes 1986 på 11 mars, men flyttades 1993 till dagens datum (alltså från 11/3 till 3/11) och 2001 till 29 januari.
  - Erland – Namnet förekom på 1790-talet på dagens datum, men utgick sedan. 1901 infördes det på 8 januari, där det har funnits sedan dess.
  - Eustachius – Namnet fanns, till minne av Eustachius en biskop i Mindre Asien, tidvis på dagens datum före 1901, då det utgick.
  - Hubert – Namnet infördes på dagens datum 1901 och har funnits där sedan dess.
  - Hubertus – Namnet fanns, till minne av Sankt Hubertus en biskop i Liège, som dog 727 och som ska ha varit en ivrig jägare, men sadlat om till präst, när han en gång fick se en hjort med ett krucifix mellan hornen, tidvis på dagens datum före 1901, då det hade utgått.
  - Hugo – Namnet förekom under 1600-talet på 1 april, men utgick sedan. 1901 infördes det på 11 januari, men flyttades 2001 till dagens datum.
  - Raymond – Namnet infördes på dagens datum 1986, men flyttades 1993 till 27 mars och utgick 2001.
  - Roy – Namnet infördes på dagens datum 1986, men flyttades 1993 till 7 september, där det har funnits sedan dess.
- Föregående i kronologisk ordning
  - Före 1901 – Eustachius, Hubertus och Erland
  - 1901–1985 – Hubert
  - 1986–1992 – Hubert, Raymond och Roy
  - 1993–2000 – Hubert och Diana
  - Från 2001 – Hubert och Hugo
- Källor
  - Brylla, Eva (red.). Namnlängdsboken. Gjøvik: Norstedts ordbok, 2000 ISBN 91-7227-204-X
  - af Klintberg, Bengt. Namnen i almanackan. Gjøvik: Norstedts ordbok, 2001 ISBN 91-7227-292-9

### Finlandssvenska almanackan
- Nuvarande från 1929[1] – Erland
- I föregående revideringar[a][2]
  - inga ändringar sedan 1929

## Händelser
- 361 – Kejsare Constantius II dör i feber i Mopsuestia, Kilikien. På sin dödsbädd döps han och utser sin kusin Julianus som sin rättmätige efterträdare.
- 644 – Umar ibn al-Khattab, den andra kalifen inom islam, avrättas av en persisk slav i Medina.
- 1333 – Floden Arno svämmar över och orsakar stor förödelse i Florens, en händelse som den florentinska krönikeskrivarenn Giovanni Villani skildrar.
- 1450 – Barcelonas universitet grundas.
- 1468 – Staden Liège intas av Karl den djärves trupper.
- 1492 – Fred tecknas i Étaples mellan Henrik VII av England och Karl VIII av Frankrike.
- 1493 – Christofer Columbus siktar för första gången ön Dominica i Karibiska havet.
- 1534 – Englands parlament röstar igenom den första suprematiakten, som gör kung Henrik VIII till den anglikanska kyrkans överhuvud och tränger därmed undan påven och den romersk-katolska kyrkan.
- 1592 – Den mexikanska staden San Luis Potosí grundas.
- 1760 – Utanför Torgau i Sachsen besegrar Preussens armé under Fredrik den store knappt den österrikisk-habsburgska armén i slaget vid Torgau.  Omkring 30 000 soldater stupar.
- 1783 – Den amerikanska kontinentalarmén upplöses.
- 1793 – Den franska dramatikern, journalisten och feministen Olympe de Gouges giljotineras.
- 1812 – Napoleons arméer besegras i slaget vid Vjazma under det ryska fälttåget.
- 1817 – Bank of Montreal, Kanadas äldsta bank, öppnar i Montréal.
- 1838 – The Times of India, världens största engelskspråkiga dagstidning i fullformat, grundas under namnet The Bombay Times and Journal of Commerce.
- 1848 – En betydande ändring i den nederländska konstitutionen, som statsmannen Johan Rudolph Thorbecke skrivit på egen hand, godkänns. Den innebär ett kraftigt minskande av den nederländska monarkins makt och stärker istället makten hos parlamentet och ministrarna.
- 1903 – Området Panama bryts ur Colombia och blir en självständig republik.[3]
- 1911 – Chevrolet går in på bilmarknaden, i syfte att konkurrera med T-Forden.
- 1918
  - Kungadömet Österrike-Ungern bryter samman.
  - Polen deklarerar sin självständighet från Ryssland.
  - 40 000 sjömän i Kiels hamn gör myteri, en händelse som banar vägen för den tyska novemberrevolutionen.
- 1930 – Efter en militärkupp blir Getúlio Vargas ny president i Brasilien.
- 1931 – Scoutkåren Mälarscouterna bildas i en källarlokal i Ålsten.
- 1942 – Tyska Afrikakåren under generalfältmarskalk Erwin Rommel retirerar.
- 1943 – Emil Lang blir den ende som slår Hans-Joachim Marseilles rekord på 17 nedskjutningar samma dag, när han själv skjuter ner 18 fiendeplan under tre uppdrag.
- 1952 – SAAB 32 "Lansen" flyger för första gången.
- 1957 – Sovjetunionen skickar upp Sputnik 2 med hunden Lajka som passagerare.
- 1963 – Tv-programmet Drop-In med The Beatles som gästartister sänds i Sveriges Television.
- 1975 – Morgonprogrammet Good Morning America visas för första gången på ABC efter samma modell som konkurrenten NBC:s legendariska The Today Show.
- 1986
  - Iran–Contras-affären: Den libanesiska tidskriften Ash-Shiraa publicerar uppgifter om att USA i hemlighet har sålt vapen till Iran, för att hoppas kunna frita sju amerikaner som hållits som gisslan av pro-iranska grupper i Libanon.
  - Marshallöarna och Mikronesiska federationen i Mikronesien blir självständiga från USA.
- 1992 – Bill Clinton vinner det amerikanska presidentvalet. Den sittande presidenten George H.W. Bush blir bortröstad.
- 1996 – Ledaren för den turkiska ultranationalistiska organisationen Grå vargarna, Abdullah Çatlı, omkommer i en bilolycka i Susurluk, vilket leder till landets inrikesminister Mehmet Ağars avgång.
- 2014 – One World Trade Center i New York invigs. Den ersätter de gamla tvillingtornen som totalförstördes av två flygplan under 11 september-attackerna.

## Födda
- 1774 – Carl Petter Törnebladh, svensk jurist, Sveriges justitiestatsminister
- 1787 – Lars Magnus Enberg, pedagogisk och filosofisk skriftställare, ledamot av Svenska Akademien
- 1798 – James M. Mason, amerikansk demokratisk politiker, senator (Virginia)
- 1804 – Constantin Hansen, norsk konstnär
- 1850 – William E. English, amerikansk politiker, kongressledamot
- 1852 – Meiji, japansk kejsare
- 1884 – Joseph William Martin, amerikansk republikansk politiker
- 1890 – Octávio Pinto, brasiliansk arkitekt och kompositör
- 1893 – Edward A. Doisy, amerikansk biokemist, mottagare av Nobelpriset i fysiologi eller medicin 1943
- 1896 – Gustaf Tenggren, svensk illustratör, ateljéchef hos Disney
- 1899 – Sven E. Svensson, svensk illustratör, svensk musikforskare, musikteoretiker och klarinettist
- 1900 – Märta Reiners, svensk operasångare
- 1901
  - Leopold III, belgisk kung
  - André Malraux, fransk författare och politiker
- 1905
  - Joseph H. Ball, amerikansk republikansk politiker, senator (Minnesota)
  - Sigge Fürst, svensk skådespelare, sångare och underhållare
- 1908
  - Jack Donohue, amerikansk filmregissör, koreograf, skådespelare och dansare
  - Giovanni Leone, italiensk politiker och jurist, president
- 1909 – Ulla Castegren, svensk skådespelare och sångare
- 1911 – William Lind, svensk kapellmästare, musikarrangör och kompositör
- 1912 – Alfredo Stroessner, paraguayansk president och diktator
- 1914 – John T. Connor, amerikansk företagsledare och politiker
- 1918 – Russell B. Long, amerikansk politiker, senator (Louisiana)
- 1919 – Sir Ludovic Kennedy, brittisk nyhetsanalytiker och författare
- 1921
  - Charles Bronson, amerikansk skådespelare
  - Fylgia Zadig, svensk skådespelare
- 1926 – Valdas Adamkus, litauisk politiker, president
- 1927 – Odvar Nordli, norsk politiker, statsminister
- 1928 – Osamu Tezuka, japansk serieskapare, manga
- 1929
  - Per-Olof Ekvall, svensk skådespelare och recitatör
  - Ulf G. Johnsson, svensk skådespelare och kompositör
- 1933
  - John Barry, brittisk filmmusikkompositör
  - Jeremy Brett, brittisk skådespelare
  - Louis Wade Sullivan, amerikansk republikansk politiker, USA:s hälsominister
- 1935 – Frank Cook, brittisk parlamentsledamot för Labour
- 1936 – Roy Emerson, australisk tennisspelare
- 1937 – Lynn Woolsey, amerikansk demokratisk politiker, kongressledamot
- 1945 – Gerd Müller, tysk fotbollsspelare
- 1948
  - Helmuth Koinigg, österrikisk racerförare
  - Lulu, brittisk sångare
- 1949 – Larry Holmes, amerikansk boxare
- 1950 – James Rothman, amerikansk biolog, mottagare av Nobelpriset i fysiologi eller medicin 2013
- 1953 – Maria Schottenius, svensk kulturjournalist
- 1954 – Adam Ant, brittisk musiker, sångare i gruppen Adam and the Ants
- 1957
  - Ernst Kirchsteiger, svensk programledare i TV
  - Dolph Lundgren, svensk-amerikansk skådespelare och regissör
  - Michael Starke, brittisk skådespelare
- 1959 – Timothy Patrick Murphy, amerikansk skådespelare
- 1962 – Antti Rinne, finländsk socialdemokratisk politiker, statsminister
- 1964 – Paprika Steen, dansk skådespelare och regissör
- 1969 – Petteri Orpo, finländsk samlingspartistisk politiker, partiledare, statsminister
- 1971 – Dylan Moran, irländsk komiker
- 1973 – Mick Thomson, amerikansk musiker, gitarrist i Slipknot
- 1977 – Aria Giovanni, amerikansk fotomodell, skådespelare och porrstjärna
- 1980 – Hans N. Andersen, dansk speedwayförare
- 1981 – Fronda, svensk hiphop-musiker
- 1987 – Gemma Ward, australisk supermodell
- 1988 – Angus McLaren, australisk skådespelare
- 1990 − Ivo Pekalski, svensk fotbollsspelare, mittfältare i BK Häcken
- 1997 – Takumi Kitamura, japansk skådespelare och musiker

## Avlidna
- 361 – Constantius II, romersk kejsare
- 1584 – Carlo Borromeo, italiensk kardinal och ärkebiskop av Milano, helgon
- 1850 – Thomas Ford, amerikansk demokratisk politiker och jurist, guvernör i Illinois
- 1881 – Joseph Knabl, tysk skulptör
- 1891 – David T. Patterson, amerikansk demokratisk politiker, senator (Tennessee)
- 1924 – Cornelius Cole, amerikansk republikansk politiker, senator (Kalifornien)
- 1926 – Annie Oakley, legendarisk amerikansk prickskytt
- 1933 – John B. Kendrick, amerikansk demokratisk politiker, senator (Wyoming)
- 1942 – Eric Abrahamsson, svensk skådespelare
- 1949 – Solomon Robert Guggenheim, amerikansk konstsamlare och filantrop
- 1954 – Henri Matisse, fransk konstnär
- 1956 – Jean Metzinger, fransk målare tillhörig Parisskolan
- 1958 – Hedvig Lindby, svensk skådespelare
- 1970
  - Fleming Lynge, dansk författare och manusförfattare
  - Peter II av Jugoslavien, kung
- 1981
  - Verner Karlsson, svensk musiker
  - Isa Quensel, svensk opera- och operettsångare (sopran), skådespelare och regissör
- 1989 – Rune Landsberg, svensk skådespelare
- 1990 – Mary Martin, amerikansk skådespelare och sångare
- 1993 – Anders Jonason, svensk författare
- 1996 – Jean-Bédel Bokassa, president och diktator i Centralafrikanska republiken (självutnämnd kejsare)
- 1997 – Henry Sidoli, svensk manusförfattare och regissör
- 1998 – Bob Kane, amerikansk serietecknare
- 2000 – Bengt Brunskog, svensk skådespelare
- 2001 – Viveka Seldahl, svensk skådespelare
- 2005 – Kent Andersson, svensk skådespelare, manusförfattare och dramatiker
- 2004 – Sergei Zholtok, lettisk ishockeyspelare
- 2006
  - Albrecht von Goertz, tysk-amerikansk bildesigner
  - Paul Mauriat, fransk musiker
- 2009
  - Francisco Ayala, spansk författare
  - Erik Sædén, svensk operasångare
- 2011
  - Matty Alou, dominikansk-amerikansk basebollspelare
  - Arne Bue Jensen (”Papa Bue”), dansk trombonist och jazzmusiker.
  - Anders Loguin, svensk slagverkare, Kroumata
- 2012
  - Odd Børretzen, norsk författare, illustratör och sångare
  - Ingegerd Troedsson, svensk politiker och talman i riksdagen, före detta statsråd
- 2014 – Gordon Tullock, amerikansk nationalekonom
- 2015 – Ahmed Chalabi, irakisk politiker, en av ledarna för INC, en oppositionsgrupp mot Saddam Hussein
- 2024 – Quincy Jones, amerikansk musikproducent

### Fotnoter
1. ↑  ”Universitetets namnsdagsalmanacka - Universitetets almanacksbyrå”. almanakka.helsinki.fi. Helsingfors universitet. https://almanakka.helsinki.fi/sv/kalender-2025/. Läst 22 februari 2025.
2. ↑  ”Namnsdagsrevideringar - Universitetets almanacksbyrå”. almanakka.helsinki.fi. Helsingfors universitet. https://almanakka.helsinki.fi/sv/namnsdagar/namnsdagsrevideringar.html. Läst 3 oktober 2020.
3. ↑  ”Panama” (på engelska). World Statesmen. http://www.worldstatesmen.org/Panama.htm. Läst 7 november 2012.